# Luo Wei
Luo Wei –en xinès, 羅 微– (Pequín, 23 de maig de 1983) és una esportista xinesa que va competir en taekwondo.
Va participar en els Jocs Olímpics d'Atenes 2004, obtenint una medalla d'or en la categoria de –67 kg. Va guanyar dues medalles al Campionat Mundial de Taekwondo, or en 2003 i bronze en 2007.

## Palmarès internacional
| Jocs Olímpics     | Jocs Olímpics                      | Jocs Olímpics | Jocs Olímpics |
| Any               | Lloc                               | Medalla       | Categoria     |
| ----------------- | ---------------------------------- | ------------- | ------------- |
| 2004              | Atenes ( Grècia)                   | 1             | –67 kg        |
| Campionat del món |                                    |               |               |
| Any               | Lloc                               | Medalla       | Categoria     |
| 2003              | Garmisch-Partenkirchen ( Alemanya) | 1             | –72 kg        |
| 2007              | Pequín ( R.P. de la Xina)          | 3             | –72 kg        |